# C-Rayz Walz
C-Rayz Walz es un rapero de Nueva York, miembro del sello underground Definitive Jux. Además de publicar cuatro LP y un EP, C-Rayz ha aparecido en temas de muchos otros raperos, como por ejemplo Aesop Rock, Immortal Technique o Percee P. Immortal Technique está considerado – por el mismo Walz – con el único MC que puede aguantar su ritmo en una batalla freestyle de rap.

## Publicaciones

### En Sun Cycle Entertainment
- The Prelude (2001)
- Limelight (The Outroduction) (2003)

### En Def Jux Releases
- Ravipops (2003)
- We Live: The Black Samurai (2004)
- Return of the Beast (2005)